# Segunda División de España 1975-76
La temporada 1975–76 de la Segunda División de España de fútbol corresponde a la 45ª edición del campeonato y se disputó entre el 7 de septiembre de 1975 y el 6 de junio de 1976. Posteriormente se disputó la promoción de permanencia entre el 20 de junio y el 27 de junio.
El campeón de Segunda División fue el Burgos CF.

## Sistema de competición
La Segunda División de España 1975/76 fue organizada por la Federación Española de Fútbol (RFEF).
El campeonato contó con la participación de 20 clubes y se disputó siguiendo un sistema de liga, de modo que todos los equipos se enfrentaron entre sí, todos contra todos en dos ocasiones -una en campo propio y otra en campo contrario- sumando un total de 38 jornadas. El orden de los encuentros se decidió por sorteo antes de empezar la competición.
Los tres primeros clasificados ascendieron directamente a Primera División.
Los cuatro últimos clasificados descendieron directamente a Tercera División, mientras que los cuatro equipos clasificados entre el decimotercero y el decimosexto lugar jugaron la promoción de permanencia ante los cuatro subcampeones de Tercera División.

## Clubes participantes
| Datos de ascensos y descensos con respecto a la temporada anterior |
| --- |
| CD Málaga, RC Celta de Vigo y Real Murcia descienden de Primera División. Real Oviedo CF, Racing de Santander y Sevilla CF ascienden a Primera División. Baracaldo CF, Real Mallorca, CD Orense, CD Sabadell CF y Cultural Leonesa descienden a Tercera División. CF Calvo Sotelo, RC Deportivo de La Coruña, CD Ensidesa, Atlético Osasuna y Tarrasa CF ascienden a Segunda División. |

| Equipo                              | Ciudad                 | Estadio                   |
| ----------------------------------- | ---------------------- | ------------------------- |
| Barcelona Atlético                  | Barcelona              | Fabra y Coats             |
| Burgos Club de Fútbol               | Burgos                 | El Plantío                |
| Cádiz Club de Fútbol                | Cádiz                  | Ramón de Carranza         |
| Club de Fútbol Calvo Sotelo         | Puertollano            | Calvo Sotelo              |
| Club Deportivo Castellón            | Castellón de la Plana  | Castalia                  |
| Real Club Celta de Vigo             | Vigo                   | Balaídos                  |
| Córdoba Club de Fútbol              | Córdoba                | El Arcángel               |
| Deportivo Alavés                    | Vitoria                | Mendizorroza              |
| Real Club Deportivo de La Coruña    | La Coruña              | Riazor                    |
| Club Deportivo Ensidesa             | Avilés                 | Santa Bárbara             |
| Club Gimnástico de Tarragona        | Tarragona              | José Luis Calderón        |
| Club Deportivo Málaga               | Málaga                 | La Rosaleda               |
| Club Real Murcia                    | Murcia                 | La Condomina              |
| Club Atlético Osasuna               | Pamplona               | El Sadar                  |
| Agrupación Deportiva Rayo Vallecano | Madrid                 | Vallehermoso              |
| Real Club Recreativo de Huelva      | Huelva                 | Municipal                 |
| Club Deportivo San Andrés           | Barcelona              | San Andrés                |
| Tarrasa Club de Fútbol              | Tarrasa                | Municipal                 |
| Club Deportivo Tenerife             | Santa Cruz de Tenerife | Heliodoro Rodríguez López |
| Real Valladolid Deportivo           | Valladolid             | José Zorrilla             |

## Clasificación y resultados

### Clasificación
| Pos. | Equipo                      | Pts. | PJ | G  | E  | P  | GF | GC | Dif. | Clasificación                     |
| ---- | --------------------------- | ---- | -- | -- | -- | -- | -- | -- | ---- | --------------------------------- |
| 1    | Burgos C. F. (C, A)         | 51   | 38 | 20 | 11 | 7  | 54 | 31 | +23  | Ascenso a Primera División        |
| 2    | R. C. Celta de Vigo (A)     | 49   | 38 | 19 | 11 | 8  | 42 | 22 | +20  | Ascenso a Primera División        |
| 3    | C. D. Málaga (A)            | 47   | 38 | 21 | 5  | 12 | 75 | 39 | +36  | Ascenso a Primera División        |
| 4    | Real Valladolid             | 43   | 38 | 16 | 11 | 11 | 44 | 27 | +17  |                                   |
| 5    | R. C. Deportivo La Coruña   | 42   | 38 | 18 | 6  | 14 | 47 | 36 | +11  |                                   |
| 6    | Barcelona Atlético          | 41   | 38 | 13 | 15 | 10 | 46 | 47 | −1   |                                   |
| 7    | C. D. Tenerife              | 40   | 38 | 14 | 12 | 12 | 50 | 44 | +6   |                                   |
| 8    | Córdoba C. F.               | 38   | 38 | 16 | 6  | 16 | 48 | 48 | 0    |                                   |
| 9    | A. D. Rayo Vallecano        | 36   | 38 | 16 | 4  | 18 | 48 | 49 | −1   |                                   |
| 10   | R. C. Recreativo de Huelva  | 36   | 38 | 13 | 10 | 15 | 35 | 42 | −7   |                                   |
| 11   | C. F. Calvo Sotelo          | 36   | 38 | 13 | 10 | 15 | 42 | 51 | −9   |                                   |
| 12   | C. D. Castellón             | 36   | 38 | 12 | 12 | 14 | 45 | 47 | −2   |                                   |
| 13   | Cádiz C. F.                 | 35   | 38 | 13 | 9  | 16 | 46 | 43 | +3   | Acceso a Promoción de permanencia |
| 14   | C. D. San Andrés            | 35   | 38 | 14 | 7  | 17 | 38 | 45 | −7   | Acceso a Promoción de permanencia |
| 15   | Deportivo Alavés            | 34   | 38 | 12 | 10 | 16 | 33 | 46 | −13  | Acceso a Promoción de permanencia |
| 16   | Tarrasa C. F.               | 34   | 38 | 12 | 10 | 16 | 35 | 45 | −10  | Acceso a Promoción de permanencia |
| 17   | Real Murcia C. F. (D)       | 33   | 38 | 14 | 5  | 19 | 46 | 61 | −15  | Descenso a Tercera División       |
| 18   | C. D. Ensidesa (D)          | 33   | 38 | 11 | 11 | 16 | 31 | 46 | −15  | Descenso a Tercera División       |
| 19   | C. A. Osasuna (D)           | 33   | 38 | 14 | 5  | 19 | 47 | 58 | −11  | Descenso a Tercera División       |
| 20   | Gimnástico de Tarragona (D) | 28   | 38 | 10 | 8  | 20 | 29 | 54 | −25  | Descenso a Tercera División       |

 Fuente: BDFútbol
Criterios de clasificación: Puntos · Enfrentamientos directos · Diferencia de goles · Goles a favor · Play-off

### Resultados
| Local \ Visitante          | ALV | BAR | BUR | CAD | CAL | CAS | CEL | COR | DEP | ENS | GIM | MAL | MUR | OSA | RAY | REC | SAD | TAR | TEN | VLD |
| -------------------------- | --- | --- | --- | --- | --- | --- | --- | --- | --- | --- | --- | --- | --- | --- | --- | --- | --- | --- | --- | --- |
| Deportivo Alavés           | —   | 0–1 | 1–1 | 2–1 | 1–1 | 2–2 | 0–0 | 2–0 | 2–0 | 1–0 | 2–1 | 1–0 | 1–1 | 1–0 | 2–0 | 0–1 | 0–0 | 1–0 | 1–0 | 1–0 |
| Barcelona Atlético         | 3–0 | —   | 0–0 | 0–0 | 0–0 | 3–1 | 1–1 | 2–2 | 1–0 | 4–1 | 2–1 | 1–6 | 4–1 | 3–2 | 0–0 | 3–2 | 1–1 | 2–1 | 3–3 | 0–1 |
| Burgos C. F.               | 2–0 | 1–1 | —   | 2–1 | 3–1 | 5–1 | 0–0 | 3–1 | 1–0 | 1–0 | 4–1 | 1–0 | 2–0 | 3–1 | 2–1 | 1–1 | 1–1 | 2–1 | 3–3 | 0–1 |
| Cádiz C. F.                | 2–0 | 0–0 | 0–2 | —   | 2–0 | 2–0 | 1–0 | 3–0 | 2–0 | 2–0 | 0–0 | 3–3 | 2–0 | 0–0 | 2–0 | 2–0 | 1–0 | 1–2 | 2–2 | 3–1 |
| C. F. Calvo Sotelo         | 2–1 | 0–2 | 2–2 | 3–1 | —   | 2–1 | 1–2 | 1–0 | 0–0 | 2–2 | 2–0 | 2–1 | 2–3 | 2–2 | 1–0 | 0–0 | 2–0 | 2–1 | 1–0 | 1–0 |
| C. D. Castellón            | 1–1 | 1–1 | 1–0 | 2–2 | 3–0 | —   | 1–1 | 0–0 | 1–1 | 0–0 | 3–0 | 0–0 | 2–0 | 2–0 | 0–1 | 3–1 | 3–0 | 1–0 | 1–2 | 1–0 |
| R. C. Celta de Vigo        | 2–0 | 1–0 | 0–1 | 3–1 | 1–2 | 3–1 | —   | 2–0 | 1–1 | 1–0 | 2–0 | 0–0 | 3–0 | 2–0 | 2–2 | 3–1 | 3–0 | 1–0 | 0–1 | 1–0 |
| Córdoba C. F.              | 2–1 | 3–0 | 3–2 | 1–0 | 1–0 | 2–4 | 1–0 | —   | 2–1 | 3–1 | 3–1 | 0–2 | 1–0 | 3–0 | 4–0 | 1–1 | 3–0 | 0–1 | 1–0 | 1–1 |
| R. C. Deportivo La Coruña  | 2–1 | 5–0 | 0–1 | 1–0 | 3–2 | 2–0 | 2–0 | 2–1 | —   | 2–0 | 2–0 | 0–0 | 2–3 | 0–0 | 1–0 | 2–0 | 2–0 | 2–0 | 4–2 | 1–0 |
| C. D. Ensidesa             | 0–0 | 0–1 | 0–1 | 2–2 | 1–1 | 1–0 | 0–0 | 1–0 | 3–2 | —   | 2–1 | 2–1 | 0–1 | 4–0 | 1–0 | 0–0 | 1–0 | 2–1 | 0–0 | 0–0 |
| Gimnástico de Tarragona    | 0–0 | 3–1 | 1–1 | 0–1 | 0–0 | 0–0 | 0–2 | 0–1 | 1–0 | 0–2 | —   | 1–0 | 1–0 | 3–1 | 4–3 | 1–0 | 2–0 | 2–0 | 0–1 | 1–1 |
| C. D. Málaga               | 6–2 | 2–0 | 1–0 | 3–1 | 2–0 | 1–2 | 0–1 | 2–2 | 2–0 | 2–0 | 4–0 | —   | 5–2 | 2–0 | 1–0 | 3–0 | 3–0 | 3–0 | 3–0 | 1–2 |
| Real Murcia C. F.          | 2–1 | 0–2 | 2–0 | 3–1 | 4–1 | 2–1 | 1–1 | 1–0 | 0–1 | 2–0 | 1–0 | 1–5 | —   | 2–1 | 3–1 | 0–1 | 3–1 | 1–2 | 1–1 | 0–2 |
| C. A. Osasuna              | 3–0 | 2–0 | 2–1 | 3–2 | 2–2 | 2–1 | 0–1 | 3–0 | 1–0 | 2–3 | 0–1 | 6–2 | 2–1 | —   | 2–1 | 4–1 | 1–0 | 1–1 | 1–0 | 2–1 |
| A. D. Rayo Vallecano       | 2–1 | 1–0 | 2–2 | 1–0 | 2–1 | 3–0 | 0–2 | 1–0 | 1–2 | 5–1 | 4–0 | 2–4 | 2–1 | 2–0 | —   | 1–0 | 2–0 | 3–0 | 2–1 | 0–1 |
| R. C. Recreativo de Huelva | 2–0 | 1–1 | 0–2 | 1–0 | 1–0 | 4–1 | 2–2 | 3–1 | 1–0 | 1–0 | 2–2 | 0–1 | 0–0 | 1–0 | 2–1 | —   | 1–1 |     | 2–0 | 0–0 |
| C. D. San Andrés           | 1–0 | 2–1 | 0–0 | 3–2 | 0–2 | 1–0 | 2–0 | 1–1 | 1–0 | 5–0 | 3–0 | 0–2 | 4–0 | 2–0 | 4–0 | 1–0 | —   | 2–1 | 1–1 | 1–0 |
| Tarrasa C. F.              | 0–1 | 1–1 | 0–2 | 1–0 | 1–0 | 2–4 | 0–0 | 1–0 | 0–0 | 1–1 | 1–0 | 4–1 | 2–2 | 1–0 | 0–0 | 3–1 | 1–1 | —   | 2–0 | 1–0 |
| C. D. Tenerife             | 3–3 | 1–1 | 2–0 | 1–1 | 2–1 | 0–0 | 0–1 | 0–3 | 5–1 | 0–0 | 2–0 | 2–1 | 2–1 | 3–1 | 2–0 | 2–0 | 3–0 | 3–1 | —   | 1–1 |
| Real Valladolid            | 2–0 | 0–0 | 2–0 | 1–0 | 4–0 | 0–0 | 1–0 | 5–1 | 1–3 | 1–0 | 1–1 | 1–0 | 2–1 | 4–0 | 0–2 | 2–0 | 3–0 | 1–1 | 1–1 | —   |

## Promoción de permanencia
En la promoción de permanencia jugaron Cádiz CF, CD San Andrés, Deportivo Alavés y Tarrasa CF, que se enfrentaron a los equipos de Tercera División AD Almería, Baracaldo CF, SD Huesca y CD Logroñés.
La promoción se jugó a doble partido a ida y vuelta con los siguientes resultados:
| 20 de junio de 1976, 18:00 | SD Huesca  | 1:1     | CD San Andrés    | Estadio El Alcoraz, Huesca                         |                                                    |
|                            | Ortega 46' | Reporte | Martí Filosía 4' | Asistencia: ??? espectadores Árbitro(s): Jaramillo | Asistencia: ??? espectadores Árbitro(s): Jaramillo |

| 27 de junio de 1976 | CD San Andrés     | 2:1     | SD Huesca  | Estadio de San Andrés, Barcelona                        |                                                         |
|                     | Nagy 20' Nagy 35' | Reporte | Ortega 15' | Asistencia: ??? espectadores Árbitro(s): Andújar Oliver | Asistencia: ??? espectadores Árbitro(s): Andújar Oliver |

- El CD San Andrés permanece en Segunda división.

| 20 de junio de 1976, 18:30 | Tarrasa CF | 1:1     | AD Almería | Estadio Municipal, Tarrasa                              |                                                         |
|                            | Planas 75' | Reporte | Rojas 50'  | Asistencia: ??? espectadores Árbitro(s): García Carrión | Asistencia: ??? espectadores Árbitro(s): García Carrión |

La AD Almería fue descalificado por alineación indebida.
- El Tarrasa CF permanece en Segunda división.

| 19 de junio de 1976 | Cádiz CF                             | 3:0     | Baracaldo CF | Ramón de Carranza, Cádiz |                        |
|                     | Carvallo 64' Ibáñez 71' Quetglas 88' | Reporte |              | Árbitro(s): Bové Frías   | Árbitro(s): Bové Frías |

| 27 de junio de 1976 | Baracaldo CF                    | 3:2     | Cádiz CF                  | Estadio de Lasesarre, Baracaldo                         |                                                         |
|                     | Sainz 37' Uriona 53' Uriona 82' | Reporte | Quetglás 42' Carballo 75' | Asistencia: ??? espectadores Árbitro(s): Medina Segovia | Asistencia: ??? espectadores Árbitro(s): Medina Segovia |

- El Cádiz CF permanece en Segunda división.

| 20 de junio de 1976 | Deportivo Alavés                            | 3:1     | CD Logroñés | Estadio de Mendizorroza, Vitoria |                              |
|                     | Jorge Valdano Sánchez Martín 76' Urquía 78' | Reporte | ???         | Asistencia: ??? espectadores     | Asistencia: ??? espectadores |

| 27 de junio de 1976 | CD Logroñés | 1:1     | Deportivo Alavés | Las Gaunas, Logroño                                         |                                                             |
|                     | Cordón 30'  | Reporte | Urquía 64'       | Asistencia: ??? espectadores Árbitro(s): Gallardo Fernández | Asistencia: ??? espectadores Árbitro(s): Gallardo Fernández |

- El Deportivo Alavés permanece en Segunda división.

## Resumen
Campeón de Segunda División:
| - Burgos Club de Fútbol |

Ascienden a Primera División:
| - Burgos Club de Fútbol | - Real Club Celta de Vigo | - Club Deportivo Málaga |

Descienden a Tercera División: 
| - Club Real Murcia - Club Deportivo Ensidesa - Club Atlético Osasuna - Club Gimnástico de Tarragona |